# よみうりカントリークラブ
よみうりカントリークラブは、兵庫県西宮市にあるゴルフ場。読売ゴルフ株式会社が経営している。初期の頃は、シーズン終盤戦のゴルフ日本シリーズの前半2日間が行われていた。後半2日間を開催する東京よみうりカントリークラブとの対比で、｢大阪よみうりカントリークラブ｣（あるいは通称 ｢大阪よみうり｣ ）とも呼ばれていた。

## 住所
- 兵庫県西宮市塩瀬町名塩北山

## コース
- よみうりカントリークラブ（1961年10月開場　18ホールズ　会員制。「よみうりゴルフメンバーコース」とも）
- よみうりゴルフウェストコース（1962年10月開場　18ホールズ　パブリック制（一般開放型）　「よみうりゴルフパブリックコース」とも[3]）
- よみうりさくらコース（1973年10月開場　18ホールズ　ショートコース）
- よみうり光コース（1992年4月開場　12ホールズ　ショートコース）

## アクセス
- 車の場合

中国自動車道 西宮北IC
- 鉄道の場合

西宮名塩駅（JR宝塚線）より阪急バスで約20分。但し、行きは朝3便のみ、帰りは朝1便・夕方2便のみ。
日中に限り、カントリークラブからJR西宮名塩駅までワゴンによる無料送迎車が運行される。

## 所属契約プロ

### 男子
- 宇佐美秀樹
- 高橋孝輔

### 女子
- 今堀りつ
- 川添美津代
- 豊田友紀

## その他
- 1963年からゴルフ日本シリーズの大阪ラウンドが本コースで開催され、1990年までは前半が大阪、後半が東京（東京よみうりカントリークラブ）という方式、1992年と1994年が大阪単独開催という方式で日本シリーズが行われた[5][6][7]。
- 1985年から2006年まではよみうりオープンゴルフトーナメントが開催されていたが、諸般の事情により、2007年からは全英への道 ミズノオープンよみうりクラシックとなる（その後、2011年に「全英への道 ミズノオープン」となり開催会場がJFE瀬戸内海ゴルフ倶楽部となった）。2022年には関西オープンゴルフ選手権競技の開催。過去には、大会開催時には西宮名塩駅一般車両用ロータリーから臨時バスが阪急バスによって運行されていた。
- 1985年頃までフィールドアスレチック場（「よみうり遊園」）が併設されており、休日は多数の親子連れで賑った時期もあった。かつてはこの行楽需要もあったため阪急バスも日中の運行があったが、現在は朝夕3往復のみに減便されており、また「よみうり遊園前」バス停もよみうり遊園閉園と同時に廃止されている。
- なお、東京よみうりカントリークラブ、よみうりゴルフ倶楽部（以上稲城市）、千葉よみうりカントリークラブ（市原市）、静岡よみうりカントリークラブ（掛川市）は、同じ読売の冠が付いているが、こちらは株式会社よみうりランド（読売新聞東京本社、日本テレビ放送網、東京ドーム、京王電鉄、横浜銀行などが主体。現在は読売新聞グループ本社の完全子会社となっている。）が運営している。